# 信川良民虐殺事件

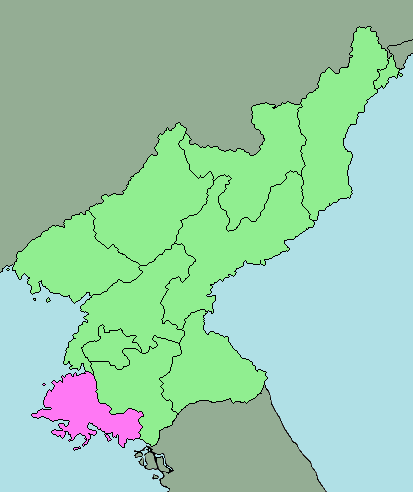
黄海南道的位置。

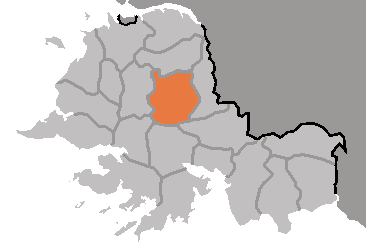
信川在黄海南道的位置。

信川良民虐殺事件，又稱為信川大屠殺，(Sinchon civilian Massacre），發生在韓戰爆發的1950年，地點位於朝鮮民主主義人民共和国黄海南道信川郡，在聯合國軍隊占領下，有相當於四分之一的住民（35383人）被虐殺。

## 概要

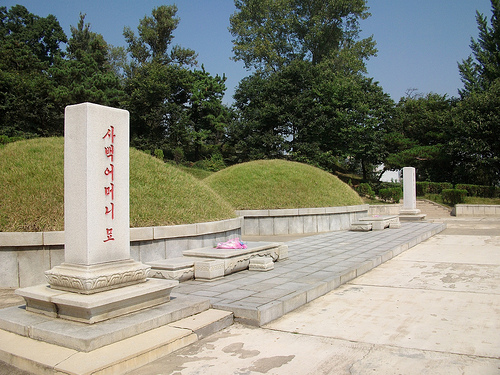
信川博物館建成後，有一群收集母子400人遺骸的墓標，此相片於2009年9月18日攝影。

- 美国（朝鮮民主主義人民共和國方面宣称）
- 大韓民國右翼